# Otto Nebel
 (août 2013).
Si vous disposez d'ouvrages ou d'articles de référence ou si vous connaissez des sites web de qualité traitant du thème abordé ici, merci de compléter l'article en donnant les références utiles à sa vérifiabilité et en les liant à la section « Notes et références ».
Otto Nebel, né le 25 décembre 1892 à Berlin et mort le 12 septembre 1973 à Berne, est un artiste peintre et poète allemand. Otto Nebel résida à Berne pendant une quarantaine d'années et se mit, sa vie durant, au service d'un « ordre supérieur » à travers ses créations littéraires et artistiques.

## L'œuvre de jeunesse
La réalité meurtrière de la Première Guerre mondiale fut l'élément déclencheur d'une impulsion décisive qui poussa le jeune soldat et lieutenant de réserve à s'engager dans une activité artistique. Y contribuèrent également l'exposition hommage à Franz Marc et la rencontre avec Herwarth Walden, à Berlin, en 1916. Fondateur de la galerie « Der Sturm » et de la revue du même nom, Walden offrit un forum d'expression aux mouvements d'avant-garde artistiques, littéraires et musicaux et permit à l'« expressionnisme » d'éclater. L'expérience traumatisante de la guerre est le thème central de Zuginsfeld (1920), la toute première œuvre littéraire de Nebel, dont la présentation dans l'exposition est accompagnée de documents sur sa création et sur l'histoire de son impression ainsi que d'un enregistrement sonore original. Fondé sur l'art poétique d'August Stramm et de l'école « Der Sturm » qui en est issue, Zuginsfeld emprunte néanmoins sa propre voie. Le collage littéraire représente la folie de la guerre en reprenant les termes dans lesquels elle fut conduite : fondé sur des citations extraites de commandements, de slogans, de gros titres de la presse, de chants populaires militaires, mais aussi de la langue d'éducation de l'Allemagne wilhelminienne, il déroule des suites sans fin d'associations et de jeux de mots.

La causticité satirique du texte trouva son pendant dans les illustrations de Zuginsfeld qui ne virent le jour qu'en 1930. D'une plume acérée, Nebel caricature dans cinquante dessins à l'encre de Chine le monde militaire et d'autres groupes sociaux qui ont, selon lui, attisé l'euphorie guerrière. Les motifs grotesques rappellent les représentations de Georg Grosz et Otto Dix. Les traces laissées par la guerre dans l'œuvre de Nebel furent d'autant plus profondes que presque toutes ses œuvres créées avant 1933 furent victimes de ses effets, à Berlin, en 1944. Les premières peintures, les dessins et les gravures sont restés largement méconnus. La première linogravure de l'artiste [sans titre] (1925) et l'aquarelle Semiserio (1921) sont l'œuvre d'une jeunesse perdue. Dans la période d'après-guerre marquée par l'inflation et la perte des repères, Nebel fut en relation avec des artistes et des écrivains connus. Il vécut dans des conditions précaires et se maintint la tête hors de l'eau notamment grâce à des travaux de commande (par exemple la couverture d'une édition de l'illustré Die Dame de 1920). Il fallait opposer l'utopie de l'art à la misère des temps. Avec Rudolf Bauer et Hilla von Rebay, Nebel constitua en 1920 le groupe Die Krater/Das Hochamt der Kunst (Les cratères/La grand-messe de l'art). Les trois artistes avaient en commun la vision d'une peinture non figurative pure qui mette l'expérience artistique et la sensation au centre de l'œuvre. L'idée que la révolution de l'art moderne pouvait aussi aboutir au changement social souhaité les rapprocha d'autres groupes d'avant-garde. Même si leur association fut de courte durée, ces idées influencèrent durablement l'œuvre de Nebel.

## Les fugues et les planches de runes
Les quatre grandes Runen-Fahnen (Planches de runes) du poème Unfeig (1924/1925) est une œuvre clé de Nebel quant à sa conception de la lettre. Il la qualifia de fugue de runes. Dans Unfeig, tout comme dans l'autre fugue de runes Das Rad der Titanen (1926/1957), Nebel n'utilise que, respectivement, neuf et douze lettres de l'alphabet. Les Runen-Fahnen sont des partitions visuelles qui visualisent les « interactions » des lettres dans leurs divers aspects. À l'instar des fugues musicales, les voyelles et les consonnes choisies au départ forment le « thème », qui sera répété et modifié sans cesse par des extensions, des réductions et des inversions.
Ces réductions et condensations du matériau linguistique avaient pour but de soustraire les textes à la langue quotidienne courante et à un usage rationnel du langage, ce que l'artiste commenta en ces termes : « L'homme cultivé de notre temps est muet de la parole et aveugle de la vision. Ce qu'il lit, il ne l'entend pas. Ce qu'il écrit, il ne le voit pas. » Nebel pensait retrouver le caractère « immédiat » de la langue qui se tient derrière les conventions linguistiques dans ce qui, dans le mot et la lettre isolés, est perceptible par les sens. Le format des Runen-Fahnen, qui dépasse la taille humaine, suggère par ailleurs que leur lecture est censée impliquer le corps tout entier.
Les Fahnen mettent en scène quatre versions différentes du début du texte d'origine : Fahne 1 montre l'énoncé dans une typographie créée par Nebel. Dans Fahne 2, 3 et 4, en revanche, les signes de l'alphabet latin sont remplacés par un autre système de signes, ce qui brise la perception habituelle. La lettre isolée ne peut plus être
évitée ; elle saute formellement aux yeux du spectateur. Fahne 2 donne une valeur aux sonorités des lettres en attribuant à chacune d'elles une forme et une couleur en lien avec ses caractéristiques propres. Fahne 3 est dédiée au signe en tant que tel, qui doit trouver son niveau de distanciation comme unité graphique et formelle. Fahne 4 réunit les deux aspects. Nebel concevait les lettres, c'est-à-dire les runes, comme des unités linguistiques en soi dont les dimensions acoustiques-phonétiques et visuelles devaient apparaître dans l'œuvre. Toutefois, les fugues de runes sont aussi une quête expérimentale de la « sonorité intérieure » (Kandinsky) des mots et des lettres, et de leurs effets sur la perception sensorielle. Les fragments de Uns, unser, Er sie Es (1922) doivent être considérés comme des travaux préliminaires aux fugues de runes, bien qu'il s'agisse également d'une œuvre autonome. Nebel conçut ces feuilles, qui avaient à l'origine été brochées pour former un livre, comme un abécédaire de signes géométriques peints qui devait faire office de typographie et de phonétique. Le remaniement ultérieur, sous forme de collages constitués de petits morceaux de papier composant de courts poèmes, souligne la simultanéité de l'écrit et de l'image, des formes d'expression littéraires et visuelles.
Les manuscrits de la succession donnent un aperçu du processus d'écriture des fugues de runes et sont une illustration de la création de contenus visuels à partir de la seule langue.

## L'Italie et l'Arcadie
L'Italie exerça sur Otto Nebel une attraction constante. Il produisit son Farben-Atlas von Italien (Atlas des couleurs d'Italie) lors d'un séjour de trois mois qu'il y fit en 1931. Cet atlas deviendra un outil de base indispensable pour la composition de nombreuses œuvres ultérieures. Dans les explications qui figurent sur chaque planche en regard des pavés de couleur, l'artiste donne des indications sur l'atmosphère du paysage qui est à l'origine de la planche. La taille des quadrilatères et autres figures géométriques de couleur est proportionnelle à la récurrence des couleurs et à l'éclat de leur « sonorité » dans le paysage concerné. Nebel « portraiture » aussi les objets par leurs sonorités de couleurs : crépis de maisons et bateaux de pêche, oliveraies et pinèdes, chaînes de montagnes et plages en bord de mer. Finalement, le système utilisé par Nebel, consistant à répertorier un certain nombre de couleurs d'après des sensations visuelles personnelles, obéit à un catalogage « psycho-historique », grâce auquel il se créa une palette chromatique qui sera l'outil indispensable à la création de son œuvre future.
Des œuvres comme Rivoli, Pompejanisches, Camogli, Recco ou Arkadisches, mais aussi déjà les feuilles intitulées Siena I à III, témoignent de l'importance cruciale qu'aura désormais l'atlas des couleurs pour l'artiste dans la conception et l'élaboration de ses dessins. En tant qu'ancien expert en bâtiment, il s'intéressera de plus en plus intensément aux questions d'architecture. Ici, dans Siena, les tons de terre cuite des constructions en brique dominent. Ils sont entrelacés d'accents rythmiques de tonalités claires et foncées, rouge cuivré et vert olive notamment. Ce sont au contraire des tons de bleu et de gris qui prédominent, en de multiples variations, dans les œuvres où sont intégrées les planches de l'atlas sur Florence (Toscanische Stadt, 1932), cette ville qui sera plus tard pour Nebel un havre de refuge régulier. Dans les œuvres qui font référence à Florence, les évocations de thèmes architecturaux, baignés d'éclats de lumière et de la couleur du moment, sont particulièrement nombreuses. Tout comme, plus tard, les évocations arcadiennes : dans la première période de l'exil, Nebel continua de passer ses motifs paysagers et « construits » au filtre de la vision du Farben-Atlas.

## L'œuvre abstraite et non figurative
L'art non figuratif de Nebel. La liberté artistique dont il fit l'expérience en 1933 à son arrivée d'Allemagne lui permit de se détacher progressivement de la peinture figurative. Y contribua également sa rencontre, en 1937, à Paris, avec la galeriste Jeanne Bucher qui avait quelques représentants de l'art « nouveau » dans ses artistes – dont Kandinsky. Ce qui permit aussi à Nebel d'entrer en contact avec l'association internationale Abstraction-Création Begebenheiten im Lichtgelb (Evènements dans un jaune de lumière), Schwebend (Flottant), ou Fröhliches (Gaîté), tous de 1937). Nebel n'introduisit officiellement le terme « non figuratif » dans le catalogue de son œuvre qu'avec l'année 1938, Animato portant le numéro « U2 » (« U » pour « ungegenständlich », non figuratif). Pourtant, Nebel avait pu dès 1936 vendre des œuvres au Museum of Non-Objective Painting de New York qui venait de voir le jour et qui n'est autre que l'ancêtre du Musée Solomon R. Guggenheim actuel. Pour Nebel, qui en 1933 se retrouva brusquement à Berne dans l'interdiction de travailler en raison de son statut d'exilé, ce contact eut une importance majeure. Il en fut avant tout redevable à l'intervention de Kandinsky et à ses anciens liens d'amitié berlinois avec Hilla von Rebay, l'initiatrice et l'administratrice de la Fondation Guggenheim. Ce soutien généreux et constant put se poursuivre pendant la Seconde Guerre mondiale et dura jusqu'en 1951. Aujourd'hui, trente-six œuvres d'Otto Nebel de 1936 à 1948 se trouvent encore dans la collection du Musée Solomon R. Guggenheim de New York. D'autres ont été depuis lors revendues : Herbst-Hymnus (Hymne à l'automne), 1942, Juni-Bild (Tableau de juin), 1946, Überwindung (Victoire), 1946).
À Noël 1935, Nebel reçut en cadeau de sa femme une édition du Yi Jing. Le livre des mutations, ce qui eut également une influence sur son intérêt pour la peinture abstraite à partir du milieu des années 1930. Il trouva dans le livre de divinations une confirmation 
supplémentaire à sa conception des « forces lumineuses intérieures ». D'autre part, les hexagrammes et les signes du livre chinois le confortèrent dans ses travaux. Ainsi, le titre de l'œuvre Dui (Das Heitere) (Le gai), qui date de 1939, s'inspire-t-il directement d'un signe du Livre des mutations. La ligne serpentine qui apparaît si souvent chez Nebel correspond au motif du dragon chinois comme symbole du principe de création. C'est un motif essentiel dans son œuvre où il se montre dans de nombreuses variations.
Par ailleurs, certaines œuvres arborent à partir des années 1940 une tache de couleur, parfois franchement perturbante, qui se détache du reste de la composition. Nebel l'appelait la « tache d'exhaussement » et lui attribuait un fort pouvoir de définition de l'image. Selon les situations et l'intensité lumineuse, elle introduit un mouvement de dynamique dans la relation entre les différents éléments à l'intérieur du tableau

## Les œuvres «musicales»
Avant même d'avoir abandonné « officiellement » la figuration, Nebel réalisa un certain nombre d'œuvres non figuratives auxquelles il donna des titres le plus souvent inspirés de la terminologie musicale : Animato, Doppio movimento, Rondo con brio, Assez gai ou Con Tenerezza. Elles furent créées durant les années 1930, en partie lors de ses séjours en Italie. Nebel compare ses tentatives au travail d'un chef d'orchestre qui « répète » une partition avec ses musiciens. Ces œuvres annoncent l'avènement de son art non figuratif.
On ne peut que penser ici au plaidoyer de Kandinsky dans son ouvrage pionnier du spirituel dans l'art : « Le son musical a un accès direct à l'âme. Il y trouve immédiatement un écho car l'être humain a la musique en lui-même. » Kandinsky s'est lui aussi référé à la musique à un niveau d'abstraction croissant : dans ses Compositions, Improvisations et Impressions, il a cherché à exprimer des sensations à travers des formes et des couleurs qui sont autant de notes d'une partition. Nebel exige continuellement du spectateur qu'il soit disposé à s'ouvrir aux « sonorités » qui viennent à lui.
Nebel : « Ma peinture est poésie, la sœur de mon art de la lettre. Là où cesse la langue, commence l'ordre runique des signes de sens. » 

## La Bavière et Ascona
Entre 1926 et 1928, Nebel séjourna à plusieurs reprises à Kochel, une ville de Bavière proche de Murnau am Staffelsee ; il fit également plusieurs séjours à Ascona. En 1926, il fonda à Kochel une fabrique de papier peint qui lui occasionna de nombreux tracas, bureaucratiques et autres, de sorte qu’il mit rapidement fin à l’expérience. Naturellement, l’activité de Nebel consistait essentiellement à concevoir de nombreux modèles de papier peint, qu’il exploitera plus tard régulièrement dans ses collages, mais il se mit également en quête de motifs dans les paysages de Bavière. L’artiste commenta ses dessins multicolores dans les termes suivants : « L’aspect déconcertant de la composition doit être abordé avec bonheur. Les tableaux sont comme des âmes d’enfants. On pourrait les protéger des agressions en les mettant sous verre sur de petites tables rondes, des petites tables que l’on pourrait faire pivoter. Puis la maman pourrait se promener dans le paysage de Kochel avec ses petits chéris et leur raconter des histoires. Il lui suffirait de lire les récits préparés là par l’oncle peintre. » À la fin de ces années 1920, Nebel se retira régulièrement à Ascona. Il y créa des scènes aux couleurs intenses plongées dans une atmosphère méditerranéenne (notamment Aus Losone et Ascona-Lido). La ville tessinoise, qui lui donna un avant-goût de l'italianité, fut alors un lieu d’attraction pour de nombreux artistes avant-gardistes, et c’est là entre autres qu’il rencontra Marianne von Werefkin, avec qui il projeta de fonder une école de peinture (« Il cavallo rosso »). Il fut également invité à exposer à Ascona avec le groupe Der grosse Bär (La grande ourse) dont faisaient notamment partie Marianne von Werefkin et Walter Helbig, qui en était le fondateur.

## Les relations artistiques
Pendant la guerre, Nebel profita d'une permission pour visiter l'exposition hommage à Franz Marc, tombé sur le front le 4 mars 1916, présentée à Berlin par la galerie « Der Sturm » où il découvrit des artistes importants qui suscitèrent chez lui une admiration durable. En Herwarth Walden, il rencontra un promoteur de l'art qui lui ouvrira plus tard les portes de la galerie « Der Sturm » et les pages de la revue qui l'accompagnait. Des décennies plus tard, il rencontrera à nouveau la femme d'alors de Walden, l'artiste suédoise Nell Walden-Roslund, avec laquelle il renouera des liens d'amitié.
Le portrait à l'aquarelle de László Moholy-Nagy, qui a récemment refait surface sur le marché de l'art, dut être créé par Nebel durant son séjour au Bauhaus de Weimar. La première exposition de Moholy-Nagy eut lieu en 1922 à la galerie « Der Sturm ». Nebel le rencontrera de nouveau à Ascona en 1928, mais c'est surtout à ce moment-là qu'il fait  connaissance avec Marianne von Werefkin, qui deviendra une amie intime. Avec Lothar Schreyer et Georg Muche, Nebel entretint une relation essentiellement de nature épistolaire. Ils s'étaient connus à la galerie « Der Sturm » et ils partageaient alors tous les trois l'idée qu'il fallait redonner à l'art les dimensions métaphysiques qu'il avait selon eux perdues. Nebel se sentit aussi proche d'Albert Gleizes, d'ailleurs ce dernier lui adressa en 1935 une
lettre où il confirmait cette parenté artistique : « Nous sommes sur les mêmes voies, occupés des mêmes recherches. »
À l'époque de Der Sturm, Wassily Kandinsky était considéré comme un rénovateur de l'art et comme un guide pour de nombreux artistes. Grâce à l'intervention de Kandinsky et de Hilla von Rebay un important groupe d'œuvres de Nebel entra dans la collection Guggenheim de New York. L'amitié entre Kandinsky et Nebel est également attestée par une abondante correspondance entre les deux artistes. Quelques feuilles de la série Kleine Welten en témoignage du caractère pionnier de l'art de Kandinsky. Pour finir, il est encore fait référence à Paul Klee, que Nebel admirait également et avec qui il avait beaucoup en commun. Son fonds d'archives se trouve aux Archives littéraires suisses à Berne.

## Biographie d'Otto Nebel
- 1892 : Naît le 25 décembre à Berlin sous le nom d'Otto Wilhelm Ernst Nebel.
- 1909–1913 : Stage de volontariat comme maçon, puis formation d'expert en bâtiment à l'École des métiers du bâtiment de Berlin, brevet de maîtrise.
- 1913 : Dessinateur et chef de chantier pour les travaux d'extension de l'Université technique de Berlin-Charlottenburg.
- 1913/14 : Formation d'acteur au Théâtre Lessing de Berlin. Ne peut honorer son premier engagement à Hagen car la guerre éclate.
- 1914-1918 : Service militaire sur différents fronts, à partir de 1915, lieutenant de réserve.
- 1916 : novembre, durant une permission, contact avec Herwarth Walden et les artistes de Der Sturm. Profondément impressionné par les œuvres de Franz Marc.
- 1918/19 : Prisonnier de guerre durant quatorze mois à Colsterdale en Angleterre. Premières versions de Zuginsfeld, Traum Mensch et premiers poèmes.
- 1919–1926 : Artiste et peintre à Berlin, collaboration à la revue d'art Der Sturm.
- 1920/21 : Fondation du groupe Die Krater avec les peintres Rudolf Bauer et Hilla von Rebay.
- 1921 : Première exposition personnelle au Musée Folkwang de Hagen, nombre des œuvres exposées seront par la suite victimes de destruction.
- 1922 : Première fugue de runes Uns, unser, Er sie Es. S'intéresse aux écrits et aux peintures de Wassily Kandinsky et d'Albert Gleizes.
- 1923/24 : Création de Unfeig, Die Rüste-Wüste, projet du Schaugaukel. Nebel fait la connaissance de sa future femme lors du réveillon de la Saint-Sylvestre de 1923. Elle est l'assistante, au Bauhaus de Weimar, de Gertrud Grunow (1870–1944) qui mène des recherches sur la couleur et le son.
- 1924 : Le 26 mai, mariage avec Margarete Hildegard Heitmeyer (née en 1886). À Weimar, de juillet à l'automne, amitié avec Kandinsky et Klee.
- 1924/25 : Création des quatre planches de runes pour Unfeig.
- 1925 : Ses premières linogravures paraissent dans Der Sturm.
- 1926–1928 : Longs séjours à Kochel, près de Munich, et en Suisse, à Ascona. Cofondateur d'une fabrique de papiers peints imprimés à la main. À Ascona, fait la connaissance de Marianne von Werefkin, et à Berlin, de Johannes Itten et William Wauer. Amitié avec Lothar Schreyer.
- 1928 : Exposé avec Marianne von Werefkin et Walter Helbig à Ascona à l'invitation du groupe Der grosse Bär. Projet de créer une école de peinture avec Werefkin.
- 1929 : Séjours en Normandie et à Paris. Création des albums.
- 1930 : Commence la série des tableaux de cathédrales.
- 1931 : Création du Farben-Atlas von Italien.
- 1933 : En mai, émigration vers la Suisse. Des années difficiles s'annoncent car il lui est interdit, comme exilé, de travailler et de percevoir des revenus.
- 1935 : Séjour à Alassio, puis les Nebel emménagent dans leur appartement du 15 Weissenbühlweg à Berne. Exposition à la Kunsthalle de Berne. Première monographie par Kurt Liebmann.
- 1936–1951 : Wassily Kandinsky met Nebel en contact avec la Fondation Solomon R. Guggenheim de New York par l'intermédiaire de Hilla von Rebay. Généreux soutien par le Musée Solomon R. Guggenheim de New York, qui possède aujourd'hui un nombre substantiel d'œuvres de Nebel.
- 1937 : D'août au 1er novembre, séjour à Forte dei Marmi, puis à Florence. Création de la série de tableaux Musartaya. Poursuite du travail sur Das Rad der Titanen.
- 1942 : Études intensives de l'œuvre du philosophe Emanuel Swedenborg (1688–1772) et adhésion à la Nouvelle Église (1943) qui suit son enseignement.
- 1941 : Travaux sur les tableaux d'églises, nouvelles versions, remaniements.
- 1943/44 : Rédaction de la plus grande partie de Das Rad der Titanen.
- 1943 : Plus de cent œuvres de Nebel sont détruites à Berlin par les effets de la guerre.
- 1944–1949 : Étude de Deutsche Stilkunst d'Eduard Engel : « germanise » ses titres d'œuvres et ses premiers écrits.
- 1944 : Exposition personnelle à la Kunsthalle de Berne.
- 1951–1955 : Comédien aux Berner Kammerspiele, qui deviendront plus tard l'Atelier Theater, puis l'Effingertheater qui existe de nos jours. Articles dans la presse  locale bernoise.
- 1952 : Obtient la citoyenneté suisse et devient citoyen de Berne.
- 1960 : Enregistrement d'un disque à Vienne : Nebel récite des poèmes de Stramm, de Schwitters et ses propres poèmes.
- 1962 : Croisière vers la Grèce et le Proche-Orient. Nouvelles impulsions picturales : Nah-Ost-Reihe.
- 1965 : Reçoit la médaille de l'ordre du Mérite de la République fédérale d'Allemagne.
- 1967/68 : Exposition de l'ensemble de son œuvre à la Kunsthalle de Berne.
- 1969 : Donation de près de 200 œuvres au Musée des Beaux-Arts de Berne (exposition en 1971)
- 1971 : Fondation de la Fondation Otto Nebel dont le siège est fixé à Berne.
- 1973 : Le 12 septembre, Otto Nebel meurt à Berne.